# Champlain (district électoral du Canada-Uni)
Pour les articles homonymes, voir Champlain.
Circonscription électorale provinciale du Canada
Champlain est un district électoral de l'Assemblée législative de la province du Canada.

## Liste des députés
| Années | Années      | Député                  | Affiliation                     |
| ------ | ----------- | ----------------------- | ------------------------------- |
|        | 1841 - 1843 | René-Joseph Kimber      | Canadien-français antiunioniste |
|        | 1843 - 1844 | Henry Judah             | Libéral                         |
|        | 1844 - 1848 | Louis Guillet           | Canadien-français               |
|        | 1848 - 1851 | Louis Guillet           | Canadien-français               |
|        | 1851 - 1854 | Thomas Marchildon       | Libéral                         |
|        | 1854 - 1858 | Thomas Marchildon       | Rouge                           |
|        | 1858 - 1861 | Joseph-Édouard Turcotte | Bleu                            |
|        | 1861 - 1863 | John Jones Ross         | Bleu                            |
|        | 1863 - 1867 | John Jones Ross         | Bleu                            |